# Густав Фехнер
Густав Теодор Фехнер (на немски: Gustav Theodor Fechner) е германски експериментален психолог. Фехнер е най-известен с това, че разработва психофизиката – изследването на взаимоотношението между психиката и материалния свят. Когато интензивността на стимула се увеличава в геометрична прогресия, психичното усещане се увеличава в аритметична прогресия. В началото на XIX век Имануел Кант предсказва, че психологията никога не би могла да се превърне в наука, защото е невъзможно експериментално да се измерват психичните процеси. Благодарение на работата на Фехнер за първи път учените могат да измерват психиката. Заедно с това, Фехнер разгръща своя философска система, базирана на панпсихизъм и пантеизъм. Той твърди, че Земята е жив организъм, части от който са всички одушевени и неодушевени същества.

## Биография
Роден е на 19 април 1801 година в Зарки Виелке (тогава Грос Зерхен), днес Полша, в семейство на пастор. През 1817 г. учи медицина в Дрезден, а от 1818 в Лайпцигския университет. До края на живота си той живее в Лайпциг. Интересът към медицината спада и Фехнер започва да се занимава с физика. От 1834 г. започва да преподава физика в Лайпцигския университет. Изключително педантичен и трудолюбив, Фехнер предпочита да работи върху трудовете си у дома или в кабинета си, като рядко приема гости. Неговата работа му създава известност в града. Между 1837 и 1843 г. той страда от силна загуба на зрение, придружена със симптоми на психическо разстройство, което вероятно се дължи на претоварване и на неговите експерименти със собственото му зрение. През 1840 г. здравето му силно се влошава и Фехнер е принуден временно да се откаже от преподаване. В края на 1843 здравето му се подобрява внезапно, което повлиява на неговото философско мислене.
Умира на 18 ноември 1887 година в Лайпциг на 86-годишна възраст.

## Научна дейност
Психофизиката се основава на разбирането за съществуването на материалното и духовното в единство. Фехнер систематизира три фундаментални метода на психофизиката:
1. Метода на средната грешка или изчисляването на средната стойност, която представлява най-доброто приближение до голям брой измервания.
2. Метода на константните стимули или откриването на количеството различие в стимулацията, необходимо, за да се идентифицира онова различие, което е било полезно за измерването на праговете на усещането и способностите.
3. Метода на границите, първоначално наречен метод на едва забележимите различия, за определяне на праговете на зрителната и температурна стимулация.

Философският светоглед на Густав Фехнер е базиран на специфична форма на пантеизъм и панпсихизъм. През 1836 г. е публикувана неговата „Малка книга за живота след смъртта“, където той предлага теорията, че починалите остават да живеят в света, макар и не физически, а като спомен в умовете на своите съвременници. През 1848 е издава книгата „Нана, или за душевния живот на растенията“, където, базирайки се на свое мистично преживяване през 1843, той борави с възможността растителният свят да е одушевен. Тук той развива концепцията си, че начинът, по който гледаме на света, зависи от нашата позиция в него, и че не съществува една-единствена, напълно обективна гледна точка.
„Зенд-Авеста“ (1851) сумира неговия светоглед, включвайки и представата за планетите и за самата Вселена като живи организми. Според Фехнер, всяка по-малка част е включена в състава на по-голямата, и така докато не се достигне до най-съвършената същност, която не е част от нищо по-висше – Бог. По-висшата форма на съществуване е по-съвършена, и по този начин Земята е по-съвършена от своите членове – хората, животните и растенията, които играят ролята на нейни органи. Наричайки своя възглед „Възглед на деня“, Фехнер го противопоставя на „Възгледа на нощта“ в своята книга от 1879 г. Въпреки интереса си към паранормалното, Фехнер предпочита да положи емпиричен фундамент като основа на теорията си, заедно с използването на умозаключението по аналогия, и по този начин той остава настрана от мистиката.

## Влияние
Заедно с Вилхелм Вунт и Хайнрих фон Хелмхолц, Фехнер е признат за един от основоположниците на експерименталната психология. Още докато е жив, неговите философски трудове биват пренебрегвани. Панпсихизмът му впечатлява американския психолог и прагматист Уилям Джеймс, който посвещава цяла глава на него в труда си „Плуралистичната вселена“. Джеймс пише: 
| „ | Точно интензивната конкретност на Фехнер, неговото изобилие от детайли ме изпълва с възхищение. | “ |

Според американския психолог Гранвил Станли Хол: 
| „ | Той почита фактите като истински учен, но почита виденията на своето въображение като истински воин на Св. Дух. | “ |